# Ashrama (California)
Ashrama es un área no incorporada ubicada en el condado de Santa Clara en el estado estadounidense de California.

## Geografía
Ashrama se encuentra ubicada en las coordenadas 37°18′26″N 121°28′11″O / 37.30722, -121.46972.